# Фойяїт

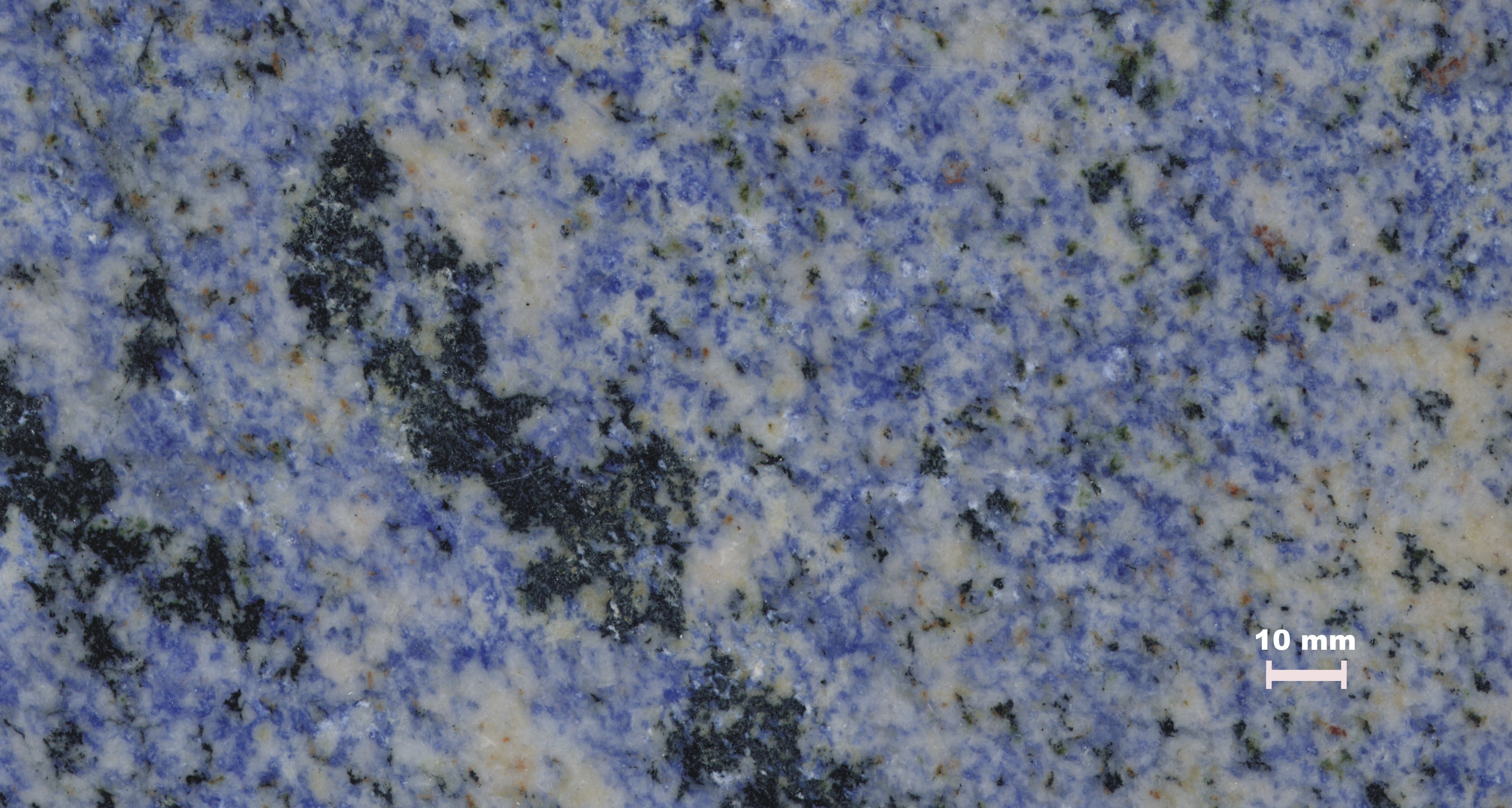
Фойяїт

Фойяїт (англ. foyaite; нім. Foyait m) — мезо- і лейкократова плутонічна гірська порода лужного ряду, сімейства фельдшпатоїдних сієнітів. Фойяїти — це група плутонітів, споріднених із сієнітами, які мають диференційований мінеральний склад.

## Історія
Назву було дано після досліджень гір Фойя та Пікота в Серра-де-Мончіке на північно-західному краю Алгарве в Португалії. Перший науковий опис був зроблений німецьким мінералогом Йоганном Рейнхардом Блюмом і опублікований у 1861 році. У 1890 році норвезький петрограф Вольдемар Крістофер Бреггер визначив фояїтові породи як нефелінові сієніти з трахітичною структурою.

## Загальний опис
Фойяїт — рідкісна група гірських порід, що містять польові шпати у своєму мінеральному складі. Вони не містять кварцу. Вони містять біотит та, меншою мірою, плагіоклазові польові шпати, амфібол, епідот, циркон, ільменіт, арфведсоніт, меланіт та егірин.  Польові шпати у фойаїтах — це содаліт, нозеан, лейцит, анальцим, нефелін та гаюїн. Також зустрічаються цеоліти, канкриніт та натроліт.
Підтипи розрізняються залежно від їхнього мінерального складу. До них належать агпаїт, луяврит, шонкініт, бороланіт та сарнаїт.
Польові шпати у фойаїті набувають незвично ідіоморфних форм (витягнутих або променеподібних) для породи.
Типовий фойяїт складається з нефеліну (20-30 %), лужного польового шпату (40-60 %), клінопіроксену (5-20 %), амфіболу (10-18 %), рідше — олівіну (до 2-3 %). Акцесорні мінерали: лужні цирконосилікати, титаносилікати, силікофосфати, рідкісноземельні силікати, віліоміт, циркон тощо. Вторинні мінерали: содаліт, канкриніт, цеоліти та ін.
Структура середньозерниста, текстура масивна, такситова, трахітоїдна; колір світло-сірий, іноді зеленувато- або рожевувато-сірий. Сер. хім. склад (% мас): SiO2 — 54,60; TiO2 — 0,58; Al2O3 — 20,80; Fe2O3 — 3,02; FeO — 1,98; MgO — 0,48; CaO — 1,71; Na2O — 9-18; К2О — 5,66. Фіз. властивості близькі до нефелінового сієніту та сієніту.
Фойяїти утворюють дрібні (до 10 км2) тіла, дайки, іноді великі (до 1300 км2) інтрузивні тіла трубоподібної, конічної форми; беруть участь у будові первинно-розшарованих комплексів.

## Поширення
Фойяїти відомі з Бразилії, Замбії, Ґренландії, південної Норвегії, Естергьотланду у Швеції, північно-західної Шотландії та Кольського півострова. Є також у Прибайкаллі, Канаді та ін. В Україні зустрічаються у Приазов'ї.

## Використання
Лейкократові фойяїти — сировина для скляної, цементної пром-сті.
Через свою низьку поширеність, блакитні фояїти дуже дорогі. Ці породи реагують на використання кислот, лугів та гарячої води (особливо содаліту, який забарвлює фояїти в синій колір). Вони демонструють вражаючу декоративність і тому часто використовуються для ексклюзивних дизайнерських цілей.